# Kui (astronomie chinoise)
Pour les articles homonymes, voir Kui.
Kui (chinois : 奎宿, pinyin : kuí xiù) est une loge lunaire de l'astronomie chinoise. Son étoile référente (c'est-à-dire celle qui délimite la frontière occidentale de la loge) est ζ Andromedae. À droite, la loge est délimitée par l'étoile β Arietis (Sheratan). La loge occupe une largeur approximative de 16 degrés. L'astérisme associé à la loge contient, outre cette étoile, quinze autres étoiles, formant approximativement un arc de cercle. Des investigations détaillées permettent d'en dresser une liste assez précise :
- ν Andromedae,
- π Andromedae,
- δ Andromedae,
- ε Andromedae,
- 65 Piscium,
- ζ Andromedae,
- η Andromedae,
- ψ Piscium,
- χ Piscium,
- φ Piscium,
- ν Piscium,
- 91 Piscium,
- τ Piscium,
- 82 Piscium,
- β Andromedae,
- μ Andromedae.

En astrologie chinoise, cette loge est associée au groupe du tigre blanc de l'ouest.